# Ковер'янки
Ковер'янки (рос. Коверьянки) — присілок у складі Дмитровського міського округу Московської області, Росія.

## Населення
Населення — 12 осіб (2010; 6 у 2002).
Національний склад (станом на 2002 рік):
- росіяни — 100 %